# Polyscias racemosa
Polyscias racemosa är en araliaväxtart som först beskrevs av Charles Noyes Forbes, och fick sitt nu gällande namn av Lowry och G.M.Plunkett. Polyscias racemosa ingår i släktet Polyscias och familjen Araliaceae. Inga underarter finns listade.

## Bildgalleri

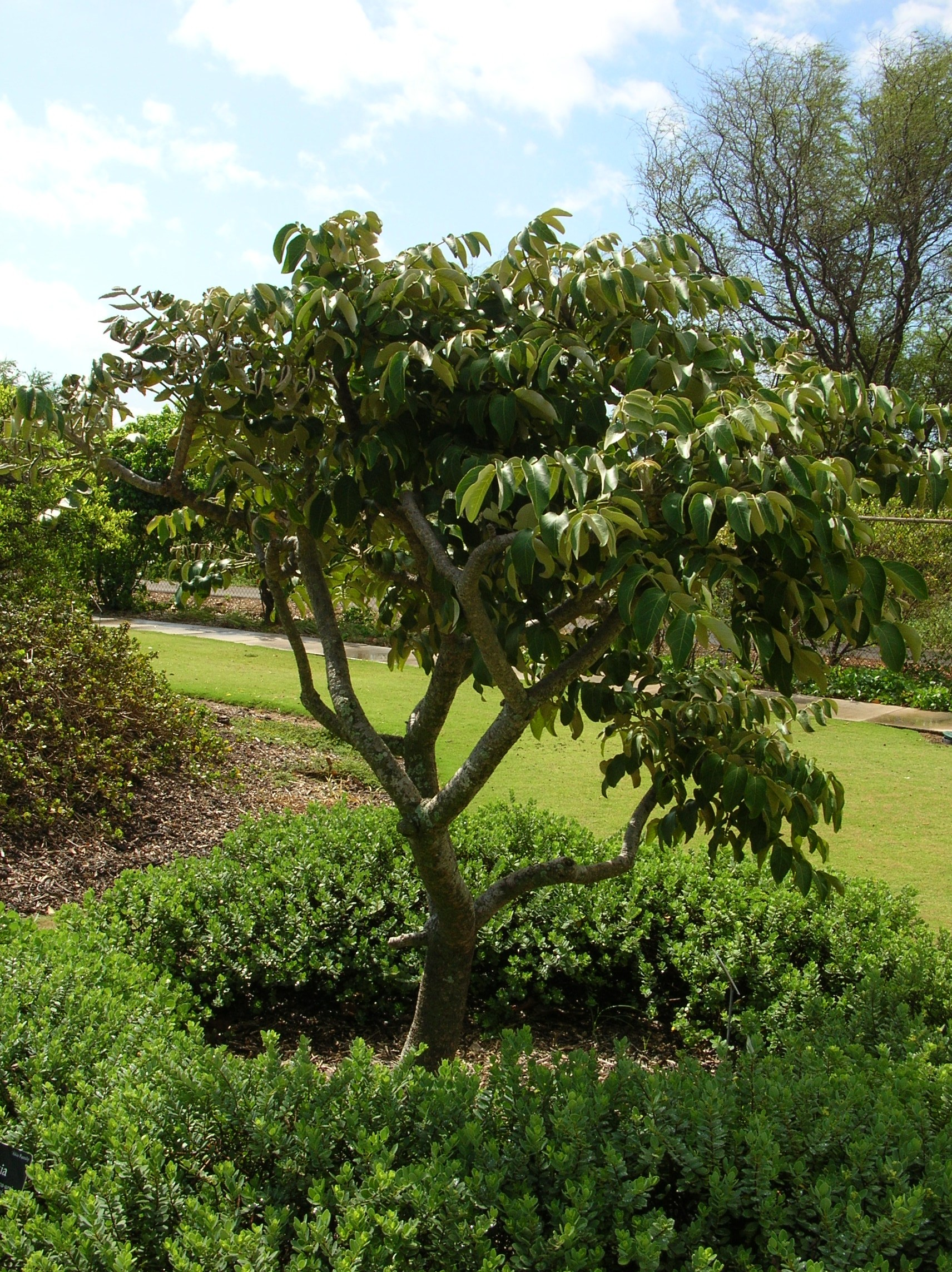
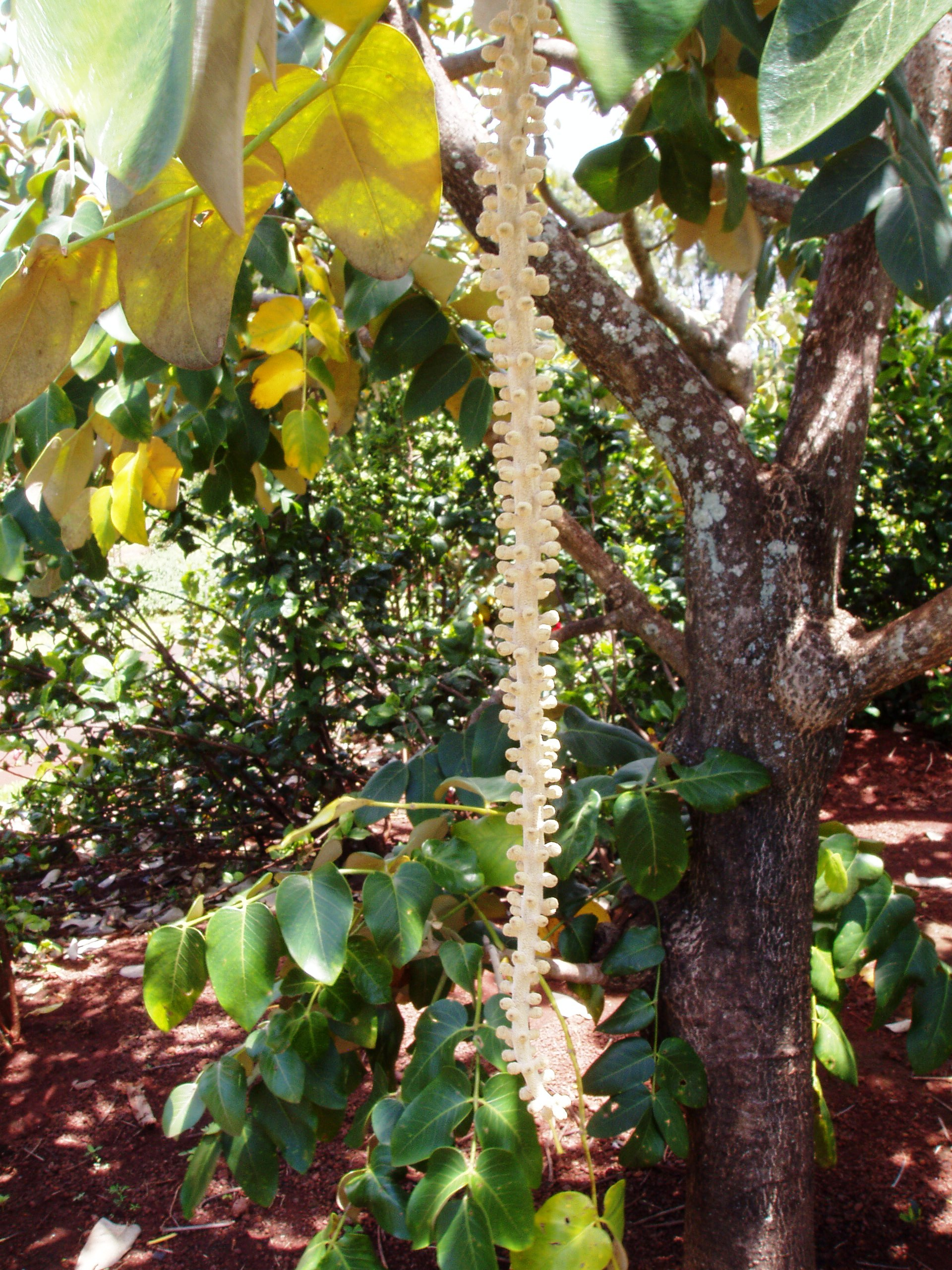
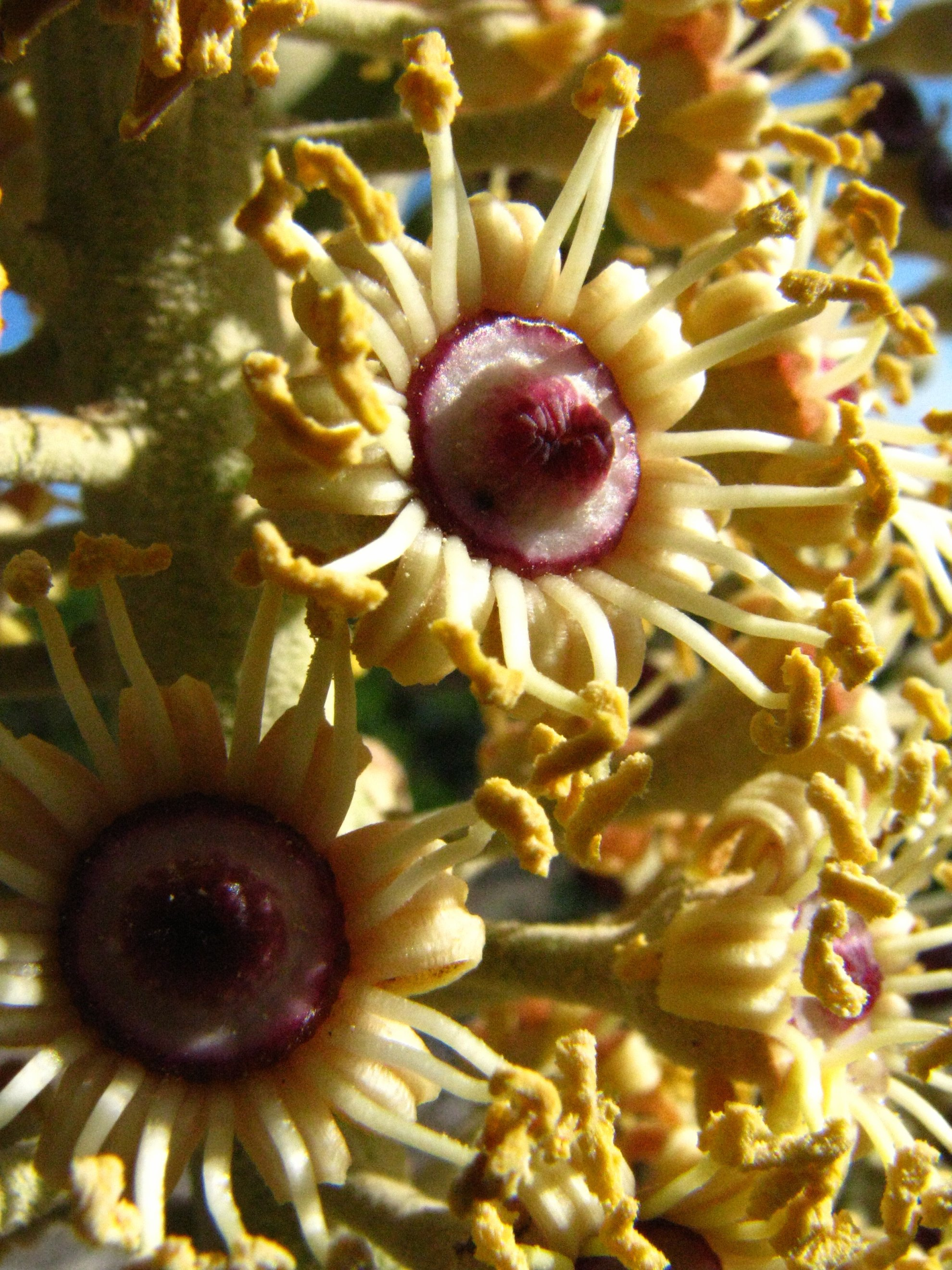
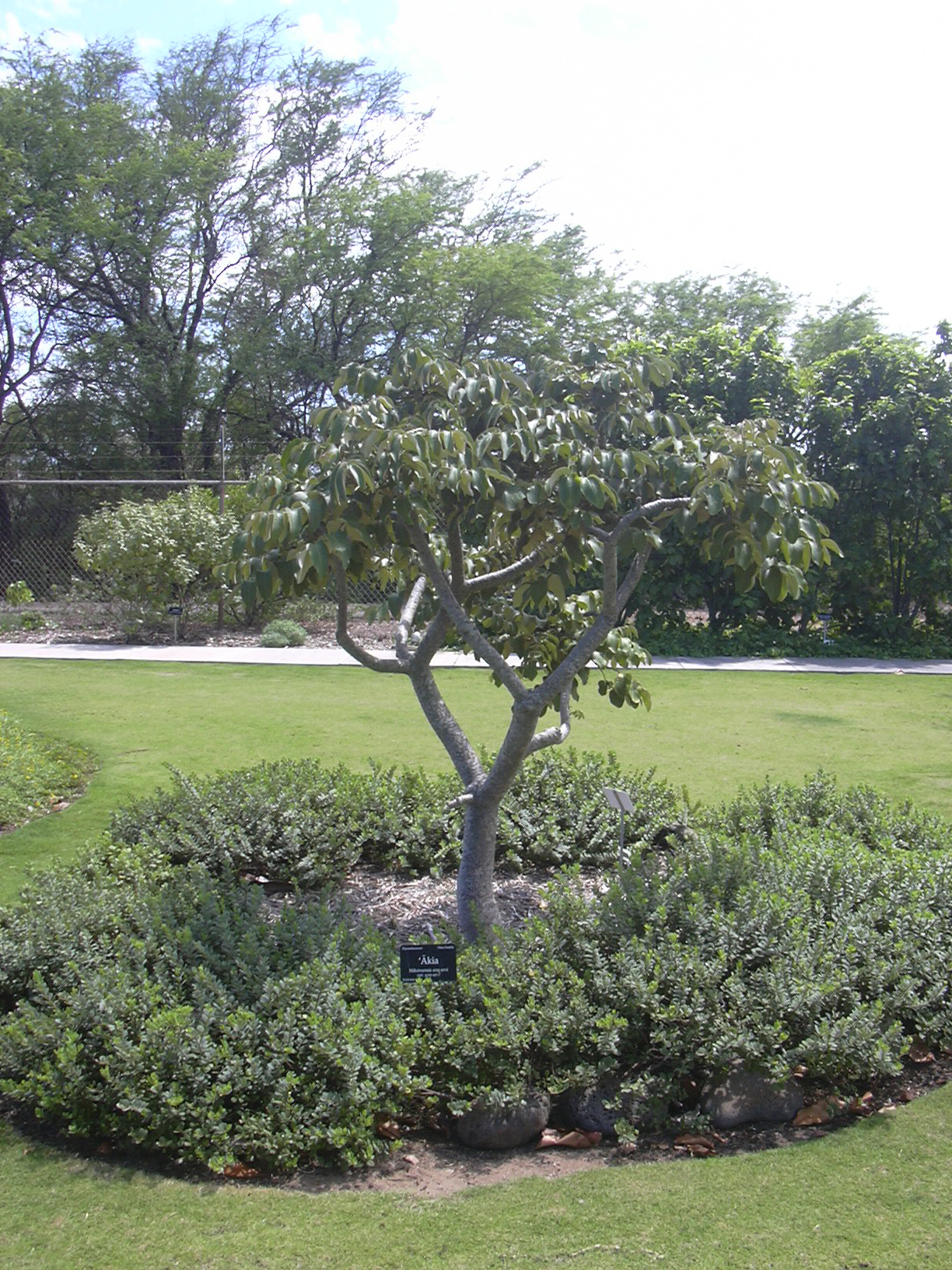